# Barbara Flynn

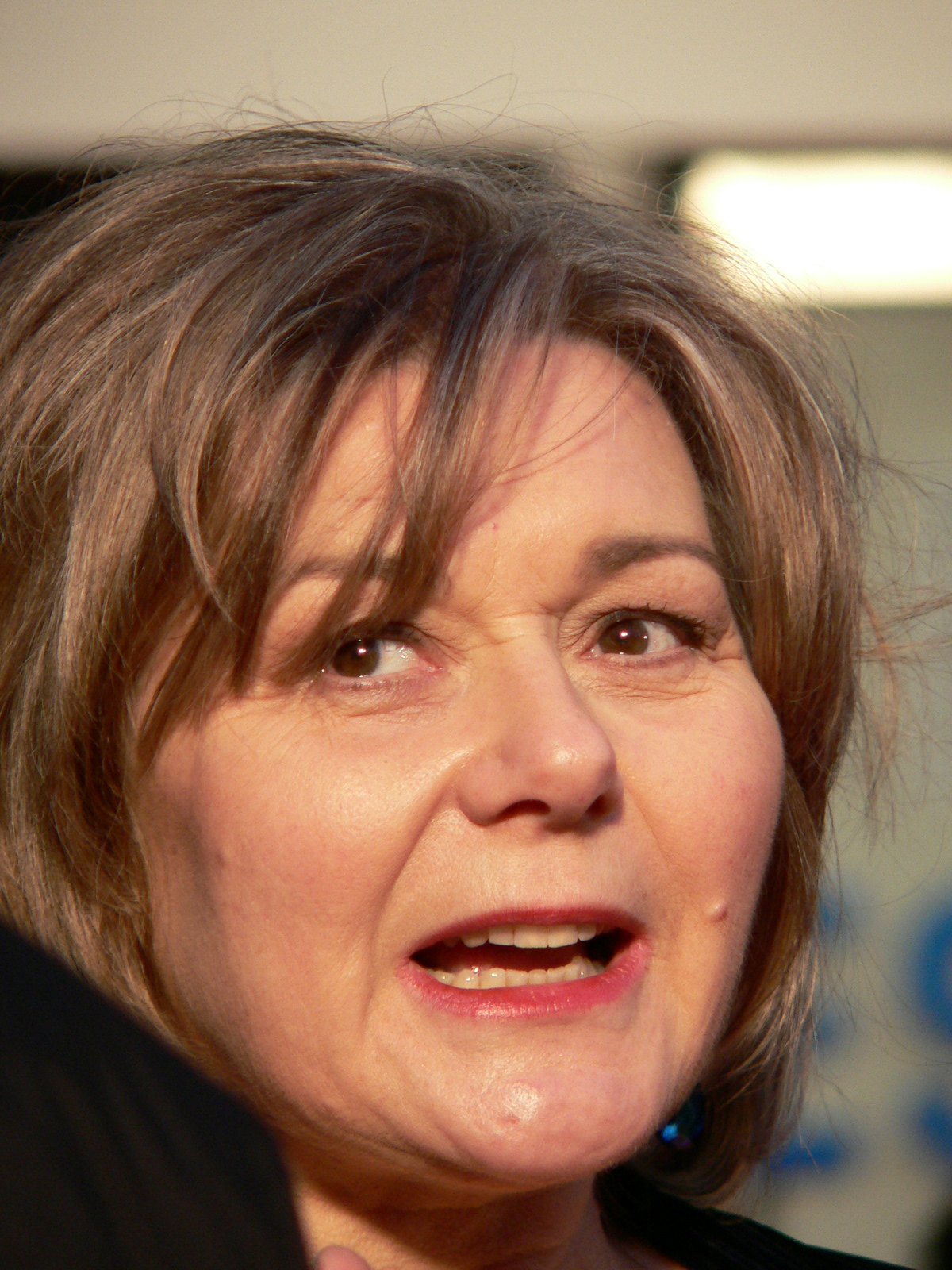
Barbara Flynn – Miss Potter Premiere 3. Dezember 2006

Barbara Flynn (* 5. August 1948 in St. Leonards-on-Sea, Sussex, geborene: Barbara Joy Murray)  ist eine britische Schauspielerin und Off-Sprecherin in Film-Theater und Fernsehen.

## Leben
Barbara Flynn wurde am 5. August 1948 in St. Leonards-on-Sea, Sussex, geboren. Ihr irischer Vater, Dr. James McMurray, war Pathologe. Ihre Mutter war Joy (oder Joyce) Crawford Hurst.
Barbara Flynn besuchte die St. Mary's Convent School in Hastings. Anschließend absolvierte sie eine Ausbildung an der Guildhall School of Music and Drama (wo sie 1968 mit der Goldmedaille ausgezeichnet wurde), bevor sie im Repertoiretheater auftrat.
1982 heiratete sie den Fernsehproduzenten und Wissenschaftsautor Jeremy Taylor. Der gemeinsame Sohn Linus, wurde 1990 geboren.
Ihr Ehemann Taylor verstarb am 17. Juli 2017.

## Karriere
Barbara Flynn ist eine Schauspielerin, die über drei Jahrzehnte eine erfolgreiche Karriere im englischen Fernsehen aufzuweisen hat.
Bekanntheit erlangte sie erstmals durch die Hauptrolle der Freda Ashton in der ITV-Dramaserie A Family at War (1970–1972).
Anschließend spielte sie die Milchfrau in der BBC-Komödie Open All Hours (1976–1985), Jill Swinburne in der Beiderbecke-Trilogie (1985–1988) und Dr. Rose Marie in der BBC-Serie A Very Peculiar Practice (1986–1988), Judith Fitzgerald im ITV-Drama Für alle Fälle Fitz (1993–1995) und Mrs. Jamieson in Cranford (2007–2009).
Im Jahr 2021 trat sie in Doctor Who: Flux als Tecteun auf, eine Gründerin der Time Lord Society und Adoptivmutter des Doctors.
Ab 2023 spielte sie in Beyond Paradise die Mutter der Freundin des Detektivs. Dazu gehörten einige Episoden im Jahr 2024, in denen sie mit Peter Davison, ihrem Co-Star aus A Very Peculiar Practice, wieder vereint war.

## Filmographie

### Kinofilm
| Jahr | Titel                            | Rolle            | Anmerkungen |
| ---- | -------------------------------- | ---------------- | ----------- |
| 1982 | Britannia Hospital               | Krankenschwester |             |
| 1990 | Ein verrückt genialer Coup       | Geisel           |             |
| 1999 | You Are Dead                     | Professor Corner |             |
| 1999 | The Escort                       | Kim's Mutter     |             |
| 2006 | Miss Potter                      | Helen Potter     |             |
| 2009 | Burlesque Fairytales             | Mrs. Argyle      |             |
| 2012 | Cheerful Weather for the Wedding | Aunt Bella       |             |
| 2013 | Christmas Candle                 | Lady Camdon      |             |

### Fernsehen
| Jahr            | Titel                                        | Rolle                                  | Anmerkungen                                                                            |
| --------------- | -------------------------------------------- | -------------------------------------- | -------------------------------------------------------------------------------------- |
| 1970–1972       | A Family at War                              | Freda MacKenzie (geb. Ashton)          | Hauptrolle, 40 Episoden                                                                |
| 1972            | Thirty Minutes Worth                         | Verschiedene Charaktere                | Episode: "1.6"                                                                         |
| 1972            | Z-Cars                                       | Jane Wardle                            | Episode: Old Acquaintance                                                              |
| 1975            | Centre Play                                  | Angie                                  | Episode: The Flight Fund                                                               |
| 1976            | Couples                                      | Sally Mackworth                        | Episoden: "1.58", "1.59", "1.60"                                                       |
| 1976            | ITV Sunday Night Drama                       | Beryl                                  | Episode: Afternoon Dancing                                                             |
| 1977            | Murder Most English: A Flaxborough Chronicle | Pauline Sutton                         | Episode: The Flaxborough Crab: Part 2                                                  |
| 1977, 1981–1982 | Play for Today                               | Monica Potter, Margaret Hanson, Jill   | Episoden: Love on a Gunboat, No Visible Scar, A Mother Like Him                        |
| 1980            | Keep It in the Family                        | Marlene                                | Episode: Phoney Business                                                               |
| 1980            | BBC2 Playhouse                               | Heather                                | Episode: Standing in for Henry                                                         |
| 1981            | Second Chance                                | Sarah Fletcher                         | Episode: "October"                                                                     |
| 1981            | TheBagthorpe Saga                            | Sue                                    | Episode: Absolute Zero: Part 2                                                         |
| 1981            | Maybury                                      | Dorothy Kemp                           | Episoden: Mary, Hugo                                                                   |
| 1981            | The Last Song                                | Shirley                                | 6 Episoden                                                                             |
| 1981            | Auf die sanfte Tour                          | Sandy                                  | Episode: Protection                                                                    |
| 1981–1982, 1985 | Open All Hours                               | Milchfrau                              | 11 Episoden, Staffel 2 bis 4                                                           |
| 1982            | The Further Adventures of Lucky Jim          | Joanna Lassiter                        | Episoden: The Big Smoke, A Foot in the Door, Scoop, The Ties That Bind                 |
| 1982            | The Barchester Chronicles                    | Mary Bold                              | Miniseries, 6 episodes                                                                 |
| 1985            | The Beiderbecke Affair                       | Jill Swinburne                         | Miniserie, 6 Episoden                                                                  |
| 1986            | Day To Remember                              | Judy                                   | Fernsehfilm                                                                            |
| 1986            | Season's Greetings                           | Belinda                                | Fernsehfilm                                                                            |
| 1986–1988       | A Very Peculiar Practice                     | Dr. Rose Marie                         | Hauptrolle, 14 Episoden                                                                |
| 1987            | The Beiderbecke Tapes                        | Jill Swinburne                         | Miniserie, 2 Episoden                                                                  |
| 1987            | Inspektor Morse                              | Monica Height                          | Episode: The Silent World of Nicholas Quinn                                            |
| 1988            | The Beiderbecke Connection                   | Jill Swinburne                         | Miniseries, 4 Episoden                                                                 |
| 1989            | Theatre Night                                | Jane                                   | Episode: Benefactors                                                                   |
| 1990            | The Justice Game                             | Eleanor Goodchild                      | Episoden: The Lady from Rome: Parts 1–3                                                |
| 1991            | Joshua Jones                                 | Stimme – Synchronisation               | Fernsehserie                                                                           |
| 1992            | Boon                                         | Sheila Green                           | Episode: Queen's Gambit                                                                |
| 1993            | Maigret                                      | Madame Maigret                         | Episoden: Maigret on the Defensive, Maigret's Boyhood Friend, Maigret and the Minister |
| 1993–1995       | Für alle Fälle Fitz                          | Judith Fitzgerald                      | Hauptrolle, 20 Episoden                                                                |
| 1994            | Chandler & Co                                | Dee Chandler Tate                      | Hauptrolle, 6 Episoden                                                                 |
| 1997            | Scene                                        |                                        | Episode: A Man of Letters                                                              |
| 1997            | The Vanishing Man                            | Ms. Jeffries                           | Fernsehfilm                                                                            |
| 1998            | Dear Nobody                                  | Chris's Mutter                         | Fernsehfilm                                                                            |
| 1998            | Performance                                  | Goneril                                | Episode: King Lear                                                                     |
| 1999            | Wives and Daughters                          | Miss Browning                          | Miniserie, 4 Episoden                                                                  |
| 2000            | Lorna Doone                                  | Sarah Ridd                             | Fernsehfilm                                                                            |
| 2001            | Perfect                                      | Imogen                                 | Fernsehfilm                                                                            |
| 2002            | The Law                                      | Eleanor Kimbrough                      | Fernsehfilm                                                                            |
| 2002            | Night Flight                                 | Moira                                  | Fernsehfilm                                                                            |
| 2002            | The Forsyte Saga                             | Emily Forsyte                          | Hauptrolle, 6 Episoden                                                                 |
| 2003            | Hornblower: Loyaltät                         | Mrs. Mason                             | Fernsehfilm                                                                            |
| 2003            | Murder in Mind                               | Grace Fisher                           | Episode: Stalkers                                                                      |
| 2003            | Sweet Medicine                               | Jane Frampton                          | Episode: "1.3"                                                                         |
| 2003            | Hornblower: Pflichten                        | Mrs. Mason                             | Fernsehfilm                                                                            |
| 2004            | The Inspector Lynley Mysteries               | Maureen Finnegan                       | Episode: "If Wishes Were Horses"                                                       |
| 2004            | Agatha Christie's Poirot                     | Mrs. Allerton                          | Episode: "Death on the Nile"                                                           |
| 2004            | He Knew He Was Right                         | Mrs. French                            | Miniserie, 3 Episoden                                                                  |
| 2005            | Sea of Souls                                 | Lt. Col. Petra Summers                 | Episodes: "Omen: Parts 1 & 2"                                                          |
| 2005            | Malice Aforethought                          | Julia Bickleigh                        | Fernsehfilm                                                                            |
| 2005            | Elizabeth I                                  | Maria Stuart                           | Miniseries, 2 Episoden                                                                 |
| 2006            | The Line of Beauty                           | Sally Tipper                           | Episode: "To Whom Do You Beautifully Belong"                                           |
| 2006            | Für alle Fälle Fitz – Nine Eleven            | Judith Fitzgerald                      | Fernsehfilm                                                                            |
| 2007            | Dalziel and Pascoe                           | Narrator of TV Documentary             | Episode: "Project Aphrodite: Part 1" (nicht benannt)                                   |
| 2007            | The Marchioness Disaster                     | Eileen Dallaglio                       | Fernsehfilm                                                                            |
| 2007            | Christmas at the Riviera                     | Rita                                   | Fernsehfilm                                                                            |
| 2007–2009       | Cranford                                     | Mrs. Jamieson                          | Hauptrolle, 8 Episoden                                                                 |
| 2008            | 10 Days to War                               | Clare Short                            | Miniseries, Episode: "These Things Are Always Chaos"                                   |
| 2008            | Doctor Who – The Eighth Doctor Adventures    | Croc Trooper / Sister Chalice (Stimme) | Episode: The Skull of Sobek                                                            |
| 2009            | New Tricks – Die Krimispezialisten           | Carole Milburn                         | Episode: Blood Is Thicker Than Water                                                   |
| 2009            | The Queen                                    | Elizabeth II                           | Episode: "The Enemy Within"                                                            |
| 2011            | Silent Witness                               | Carol Fisher                           | Episodes: "Lost: Parts 1 & 2"                                                          |
| 2011            | Inspector Barnaby                            | Millie Bullard                         | Episode: "The Oblong Murders"                                                          |
| 2011            | Just Henry                                   | Mrs. Beaumont                          | Fernsehfilm                                                                            |
| 2012            | The Borgias                                  | Isabella                               | Episode: "The Choice"                                                                  |
| 2013            | Moving On                                    | Carol                                  | Episode: "The Shrine"                                                                  |
| 2013            | Pat & Cabbage                                | Pat                                    | Hauptrolle, 6 Episoden                                                                 |
| 2014            | 1864                                         | Königin Viktoria                       | Episode: "1.3"                                                                         |
| 2016–2019       | Die Durrells auf Korfu                       | Aunt Hermione                          | 4 Episoden                                                                             |
| 2019            | Killing Eve                                  | Julia                                  | Episode: Do You Know How to Dispose of a Body?                                         |
| 2020            | Death in Paradise                            | Patti Grenson                          | Episode: A Murder in Portrait                                                          |
| 2020–2022       | Kate & Koji                                  | Councillor Lavinia Bone                | Hauptrolle, 10 Episoden                                                                |
| 2021            | Doctor Who                                   | Awsok, Tecteun                         | Episoden: Once, Upon Time, Survivors of the Flux                                       |
| 2022            | Doctor Who: The Fifth Doctor Adventures      | Professor Vansom (Stimme)              | Episode: Secrets of Telos                                                              |
| seit 2023       | Beyond Paradise                              | Anne Lloyd                             | Hauptrolle, 20 Episoden                                                                |

### Theater
Flynn trat 1976 in der Produktion von Pythagoras des Birmingham Repertory Theatre auf. Dabei handelte es sich um ein neues Stück von Danny Abse.
2016 trat sie in der Weltpremiere von Elegy im Donmar Warehouse auf.

### OFF Sprecherin
Seit 1986 verlieh sie als Off-Sprecherin Dokumentationen und Werbepartnern ihre Stimme.
- 1989: Body Styles
- 1993: Time of Her Life
- 1996: Network First
- 1997: The Lost Gardens of Heligan
- 1999: Deaf Century
- 1999: The 1900 House
- seit 2002: Horizon (unzählige Folgen, bis heute)
- 2003: The 50s and 60s in Living Colour
- 2003: George Orwell: A Life in Pictures
- 2004: From Here to Paternity
- 2005: The Monastery
- 2005: The Ghost in Your Genes
- 2005: Time Shift: Alan Plater
- 2005: The Queen's Castle
- 2007: Guarding the Queen
- 2008: The Restaurant
- seit 2011: Big Fat Gypsy Weddings (2011, bis heute)
- 2012: Jet! When Britain Ruled the Skies
- 2013: The Flying Scotsman: A Rail Romance
- 2013: The Planners
- 2014: Permission Impossible: Britain's Planners
- 2021: Countdown to Murder
- 2023: Morse and the Last Endeavour